# Montana City
Montana City és una concentració de població designada pel cens dels Estats Units a l'estat de Montana. Segons el cens del 2000 tenia 2.094 habitants.

## Demografia
Segons el cens del 2000, Montana City tenia 2.094 habitants, 697 habitatges, i 627 famílies. La densitat de població era de 28,6 habitants per km².
Dels 697 habitatges en un 46,1% hi vivien nens de menys de 18 anys, en un 84,4% hi vivien parelles casades, en un 2,9% dones solteres, i en un 9,9% no eren unitats familiars. En el 7,5% dels habitatges hi vivien persones soles el 2,3% de les quals corresponia a persones de 65 anys o més que vivien soles. El nombre mitjà de persones vivint en cada habitatge era de 2,99 i el nombre mitjà de persones que vivien en cada família era de 3,14.
Per edats la població es repartia de la següent manera: un 30,9% tenia menys de 18 anys, un 4,7% entre 18 i 24, un 28,2% entre 25 i 44, un 29,4% de 45 a 60 i un 6,7% 65 anys o més.
L'edat mediana era de 39 anys. Per cada 100 dones de 18 o més anys hi havia 101,5 homes.
La renda mediana per habitatge era de 66.027 $ i la renda mediana per família de 67.240 $. Els homes tenien una renda mediana de 40.909 $ mentre que les dones 29.508 $. La renda per capita de la població era de 21.774 $. Aproximadament el 3,5% de les famílies i el 4% de la població estaven per davall del llindar de pobresa.

## Poblacions més properes
El següent diagrama mostra les poblacions més properes.